# Phomopsis perniciosa
Phomopsis perniciosa är en svampart som beskrevs av Grove 1935. Phomopsis perniciosa ingår i släktet Phomopsis och familjen Diaporthaceae.   Inga underarter finns listade i Catalogue of Life.